# 테오도로스 콜로코트로니스
테오도로스 콜로코트로니스(그리스어: Θεόδωρος Κολοκοτρώνης, 1770년 4월 3일 ~ 1843년 2월 4일)는 오스만 제국에 대항해 그리스 독립 전쟁(1821–1829)에서 싸운 그리스의 장군이자 지도자였다. 1822년 데르베나키아 전투에서 마흐무드 드라말리 파샤의 오스만 군대를 격퇴한 바 있다. 1825년, 펠로폰네소스반도의 그리스군 총사령관으로 임명되었다. 오늘날 콜로코트로니스는 그리스 독립 전쟁에서 가장 중요한 인물로 꼽힌다.